# 황반

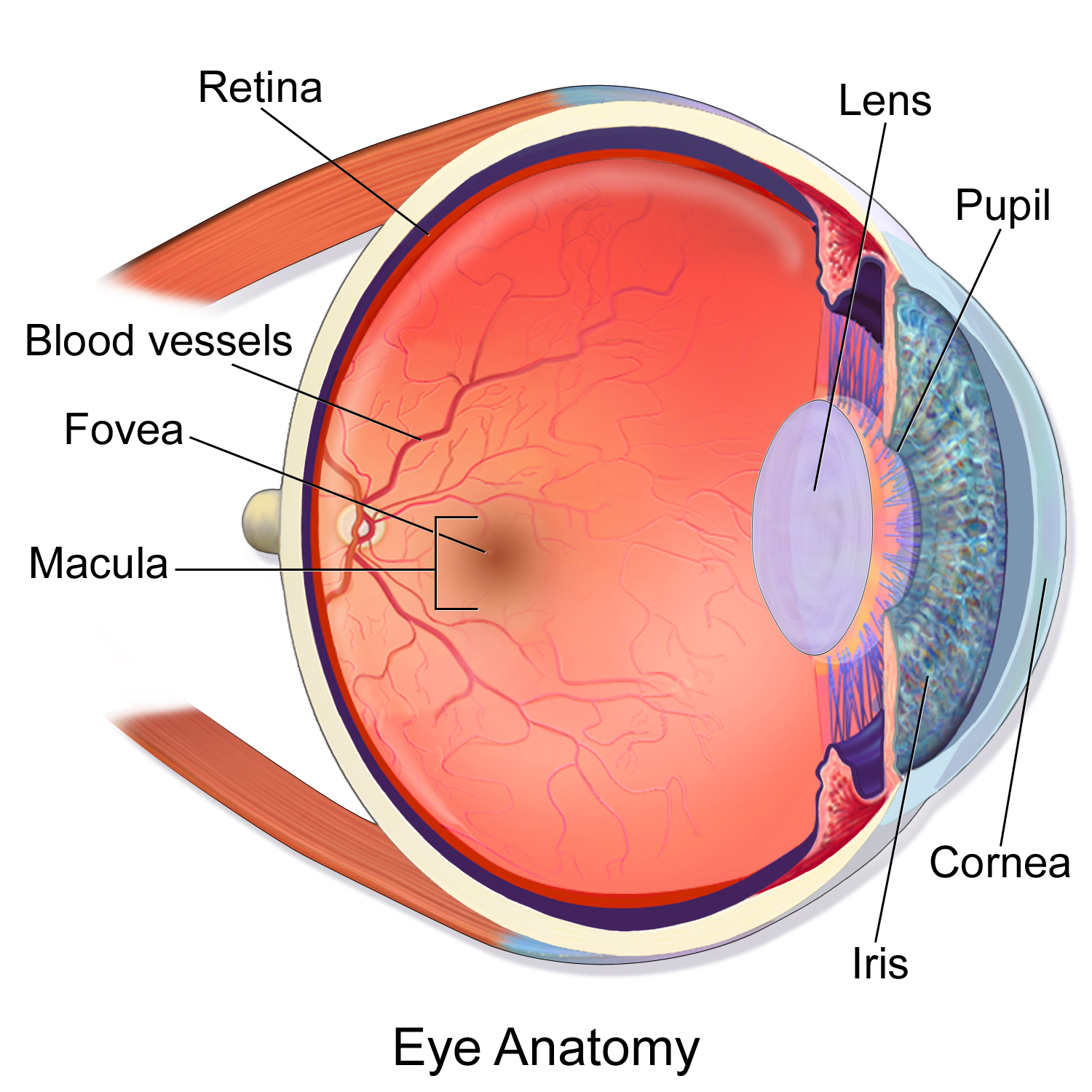
안구의 단면.

황반(黃斑, macula, macula lutea, macula of retina)은 인간의 눈과 기타 일부 동물의 눈의 망막 주변에 있는 달걀 형태의 유색 영역이다. 인체의 황반의 지름은 약 5.5 mm(0.22인치)이며 돌기(umbo), 소와, 중심와무혈관부위(FAZ), 중심와, 부중심와, 중심와주위로 나뉜다. 사망하거나 안구 적출 이후 황반은 노랗게 바뀌며, 이 빛깔은 빨간색을 걸러낸 빛으로 볼 때를 제외하고는 살아있는 안구에서는 보이지 않는다.

## 기능
황반의 구조는 높은 시력을 위해 특수하게 구성된다.

## 같이 보기
- 황반변성